# PATE3
PATE3 (англ. Prostate and testis expressed 3) – білок, який кодується однойменним геном, розташованим у людей на 11-й хромосомі. Довжина поліпептидного ланцюга білка становить 98 амінокислот, а молекулярна маса — 11 747.
| 10         |  | 20         |  | 30         |  | 40         |  | 50         |
| ---------- |  | ---------- |  | ---------- |  | ---------- |  | ---------- |
| MNKHFLFLFL |  | LYCLIVAVTS |  | LQCITCHLRT |  | RTDRCRRGFG |  | VCTAQKGEAC |
| MLLRIYQRNT |  | LQISYMVCQK |  | FCRDMTFDLR |  | NRTYVHTCCN |  | YNYCNFKL   |

A: Аланін

C: Цистеїн

D: Аспарагінова кислота

E: Глутамінова кислота

F: Фенілаланін

G: Гліцин

H: Гістидин

I: Ізолейцин

K: Лізин

L: Лейцин

M: Метіонін

N: Аспарагін

Q: Глутамін

R: Аргінін

S: Серин

T: Треонін

V: Валін

Секретований назовні.